# Eleutherodactylus poolei
Eleutherodactylus poolei es una especie de anfibio anuro de la familia Eleutherodactylidae.

## Distribución geográfica
Esta especie es endémica de Haití. Habita en el departamento Norte entre los 550 y 650 m de altitud.

## Descripción
El holotipo masculino mide 28 mm.

## Etimología
Esta especie lleva el nombre en honor a Arthur J. Poole.

## Publicación original
- Cochran, 1938 : A New Species of Frog from Haiti. Proceedings of the Biological Society of Washington, vol. 51, p. 93-94[5]